# Idem
Idem é uma expressão em Latim a qual assume o sentido de “o mesmo”, “do mesmo modo”, “igualmente”, “também”.

## Tipografia
Nota linguística: O plural de sinal de idem é sinais de idens.
O sinal de idem, ou simplesmente idem (” ou ») é um sinal tipográfico. É usado para indicar que as palavras da linha superior se repetem na linha inferior. Por exemplo:
Dois quilos de tomate..... €3,10
Cinco    ”     ”     ”   ..... €7,75
Na maioria dos documentos formais, o uso deste sinal é desaconselhado.

## Citação bibliográfica
A expressão pode ser usada na forma abreviada, id., e tem como função referir-se a um mesmo autor citado anteriormente, de modo a indicar diferentes obras dele.
Não deve ser usado idem juntamente com ibidem, pois este último é mais específico, abrangendo a indicação da mesma obra e consequentemente do mesmo autor.